# Ärtsandbi
Ärtsandbi (Andrena wilkella) är ett sandbi inom familjen grävbin. 

## Beskrivning
Arten är ett stort, övervägande svart bi, hos honan ofta med orange päls på de bakre skenbenen. Bakkanterna av tergiterna 2 till 4 hos honan, 2 till 5 hos hanen har ljusa band. Den främre delen av dessa tergiter har mörkbrun behåring; pälsen är i övrigt ljust ockrafärgad, även på huvud och mellankropp. Pollenkorgen, hårtufsen som honan har på bakskenbenen till hjälp för polleninsamling, är tät och ljusockrafärgad.  Honan kan bli 11 till 12 mm lång, hanen 10 till 12 mm.

## Ekologi
Ärtsandbiet besöker blommande växter från ett stort antal familjer, som sumakväxter, oleanderväxter, flockblommiga växter, korgblommiga växter, korsblommiga växter, ärtväxter, kaprifolväxter, nejlikväxter, kornellväxter, ljungväxter, irisväxter, fackelblomsväxter, malvaväxter, grobladsväxter, ranunkelväxter, rosväxter, videväxter, kinesträdsväxter och violväxter. Flygtiden varar från april till augusti. I Alperna kan arten nå upp till 2 500 m. Som alla sandbin gräver den bogångar med larvbon i marken, försedda med matförråd i form av pollen.

## Utbredning
Arten finns i östra Nordamerika från Nova Scotia i Kanada till Virginia i USA, där den oavsiktligt introducerades under 1700-talet. I Gamla världen finns den från Brittiska öarna och Iberiska halvön i väster genom Europa, Turkiet, Centralasien till Sibirien och Kina. Den finns även i Marocko i Nordafrika.
I Sverige är ärtsandbiet vanligt förekommande i Götaland och Svealand, inklusive Öland och Gotland. Den når södra Norrland med enstaka observationer i Hälsingland. I Finland förekommer arten från Åland och sydkusten norrut till Österbotten, Norra Savolax, Mellersta Finland och enstaka fynd i Norra Österbotten. Både i Sverige och Finland är arten klassificerad som livskraftig (LC).